# Marinići
Marinići (olaszul:  Marinici) falu Horvátországban, Tengermellék-Hegyvidék megyében. Közigazgatásilag Viškovóhoz tartozik.

## Fekvése
Fiume központjától 6 km-re északnyugatra, községközpontjától 1 km-re délkeletre fekszik.

## Története
Az i. e. 6. századtól az illír japodok törzse élt ezen a területen. A japodok és a rómaiak után a keleti gótok és a bizánciak uralma következett. A szlávok a 7. században érkeztek ide, azután a frankok, majd a horvát nemzeti királyok uralkodtak itt. 1116-ban az isztriai területekkel együtt egészen Fiuméig az aquileai pátriárka és vazallusai a duinói grófok igazgatása alá került. 1399-ben a duinói grófok kihalása után a Walsee grófi család birtokába jutott. Területe a kastavi uradalom része volt.
A településnek 1857-ben 340, 1910-ben 745 lakosa volt. Az első világháború után az Olasz Királyság szerezte meg ezt a területet, majd az olaszok háborúból kilépése után 1943-ban német megszállás alá került. 1945 után a területet Jugoszláviához csatolták, majd ennek széthullása után a független Horvátország része lett. Fiume városához tartozott, majd 1993. április 15. óta Viškovo község része. 2011-ben a falunak 3887 lakosa volt.

## Lakosság
| Lakosság változása | Lakosság változása | Lakosság változása | Lakosság változása | Lakosság változása | Lakosság változása | Lakosság változása | Lakosság változása | Lakosság változása | Lakosság változása | Lakosság változása | Lakosság változása | Lakosság változása | Lakosság változása | Lakosság változása | Lakosság változása |
| ------------------ | ------------------ | ------------------ | ------------------ | ------------------ | ------------------ | ------------------ | ------------------ | ------------------ | ------------------ | ------------------ | ------------------ | ------------------ | ------------------ | ------------------ | ------------------ |
| 1857               | 1869               | 1880               | 1890               | 1900               | 1910               | 1921               | 1931               | 1948               | 1953               | 1961               | 1971               | 1981               | 1991               | 2001               | 2011               |
| 340                | 371                | 426                | 495                | 570                | 745                | 671                | 667                | 518                | 525                | 576                | 761                | 2140               | 2741               | 3139               | 3887               |